# South Coast Crusade
 (novembre 2024).
Si vous disposez d'ouvrages ou d'articles de référence ou si vous connaissez des sites web de qualité traitant du thème abordé ici, merci de compléter l'article en donnant les références utiles à sa vérifiabilité et en les liant à la section « Notes et références ».
 (mars 2023).
La South Coast Crusade est une compétition de bodyboard disputée dans la mer de Tasman, en Nouvelle-Galles du Sud, dans le sud-est de l'Australie.

## Palmarès
- 2013 : Amaury Lavernhe.